# 威洛 (亞利桑那州)
威洛（英語：Willow）是位於美國亞利桑那州希拉縣的一個人口普查指定地區。根據2010年美國人口普查，該地共人口500人，而該地的面積約為1.45平方千米。

## 地理
威洛的座標為33°42′53″N 110°58′42″W / 33.71472°N 110.97833°W，而該地最高點為海拔高度904米（即2966英尺）。